# Stephanie Roorda
Stephanie Roorda (Calgary, 3 de diciembre de 1986) es una deportista canadiense que compite en ciclismo en las modalidades de pista, especialista en la prueba de persecución por equipos, y ruta.
Ganó tres medallas en el Campeonato Mundial de Ciclismo en Pista entre los años 2014 y 2016.

## Medallero internacional
| Campeonato Mundial | Campeonato Mundial      | Campeonato Mundial | Campeonato Mundial      |
| Año                | Lugar                   | Medalla            | Competición             |
| ------------------ | ----------------------- | ------------------ | ----------------------- |
| 2014               | Cali (Colombia)         | Medalla de plata   | Persecución por equipos |
| 2015               | Saint-Quentin (Francia) | Medalla de bronce  | Persecución por equipos |
| 2016               | Londres (Reino Unido)   | Medalla de bronce  | Scratch                 |